# Српско-бугарски ратови (средњовековни)
Српско-бугарски ратови били низ сукоба између Бугарског царства и средњовековних српских држава између 9. и 14. века на централном Балкану.
Пре 12. века, српске државе су биле зависне и под снажним утицајем доминантних балканских сила, Бугарског и Византијског царства. Владари обе земље настојали су да контролишу српске владаре да би их искористили као савезнике у византијско-бугарским ратовима. Први рат између Бугара и Срба догодио се за време Пресијанове владавине између 839. и 842. године, убрзан византијском дипломатијом. Касније, после низа похода, бугарски цар Симеон I је 924. године освојио и уништио српску државу. Бугарски цар Петар I је 931. године дао формалну независност Србији и за њеног владара именовао свог штићеника Часлава Клонимировића. Најмоћнију српску државу тог времена, Дукљу, поново је потчинио цар Самуило 998. године.
У 13. веку Стефан Драгутин и његов брат Стефан Милутин борили су се против бугарских намесника Београда и Браничева, Дрмана и Куделина и успели да их поразе. Цареви Бугарске и Византије су 1327. године потписали антисрпски савез да би зауставили растућу моћ Србије, али је 1330. године бугарски цар Михаило III Шишман био поражен од Стефана Дечанског у бици код Велбужда.

## Увод
Бугарску средњовековну државу утемељио је кан Кубрат 632. године. Његов син Аспарух прелази границе Дунава и 680. године, након битке код Онгала, осваја Мезију и Добруџу оснивајући Прво бугарско царство на Балканском полуострву. Мировни споразум који је следеће године склопио са Византијом обезбедио је Бугарској годишњи данак и византијско признање државе са центром у Плиску. Око 700. године, Протобугари и Словени потписали су споразум којим је бугарски кан постао глава државе и бранио земљу од Византије, док су Словени добили знатну аутономију и бранили северне границе дуж Карпате од Авара.

## Рат од 818. до 829. године
Слога између бугарских и словенских племена потрајала је до 818. године када словенска племена из долине Тимока дижу буну против Бугара. Шта је определило Тимочане да се отцепе од Бугарске, не знамо поуздано, али је највероватније да су страдали приликом метежа и реакције иза Крумове смрти и да су хтели живот с мање потреса. Тимочани су истовремено учествовали на страни Људевита Посавског у његовој борби против Франачке државе Карла Великог. Међутим, Људевит Посавски је поражен 823. године. Бугари су одмах по том повели преговоре с Францима, да поврате Тимочане под своју власт. Али ови, у заједници с Бодрићима око Дунава, опиру се томе. Бодрићи се обраћају франачком цару да их помогне и заштити. Како се цар Луј Побожни показао неодлучним, Бугари покрећу офанзиву 827. године и нападају на Панонију. Ту су, вршећи пљачку, изагнали све дотадашње словенске и франачке заповеднике заменивши их бугарским. Франци су брзо предузели мере да поврате своју власт. У томе су имали успеха. Нова бугарска офанзива из 829. године није донела штете читавој земљи, него само неким пограничним насељима. Међутим, обновљена франачка власт није била дуга века. Борбе у династији дадоше прилике Бугарима, да се учврсте у источној Панонији; они добише Срем и Сингидунум, који од IX века носи словенски назив Београд, и све раније одметнуте области. Западна граница ишла им је по свој прилици до Колубаре и близу до западне Мораве. Тим бугарским завојевањем пресечена је даља франачка офанзива у југоисточној Европи.

## Пресијам и Борис
Релативно миран период потрајао је до 839. године када бугарски кан Пресијам покреће офанзиву против српских племена око Рашке. На Колубари, на Морави и на Косову Бугарима је била ударена брана. Пресијам је напао Србе, али није успео да их покори. Срби се, под вођством кнеза Властимира, храбро одупреше у својим тешко приступачним кланцима и шумама и после три године узалудног напрезања Бугари су морали да одустану од своје намере. Несумњиво је, да је Властимиров углед услед тога знатно порастао.
Пресјамов син Борис обновио је према Србима офанзивну политику свога оца. После Властимирове смрти владала су над Србијом три његова сина Мутимир, Стројимир и Гојник, разделивши међу собом очеву земљу. Борис, верујући да Бугари сад неће наићи на ранији отпор, покрену на Србију своју војску. Срби и овог пута остадоше победници. Они не само што потукоше Бугаре, него и заробише Борисова сина Владимира и дванаест бугарских бољара. После склопљеног мира, бојећи се за себе, Борис је замолио сигурну пратњу до границе. Отпратила су га двојица Мутимирових синова - Бран и Стефан. Према "Спису о народима" Константина VII Порфирогенита, Владимир је отпраћен до Раса што показује величину тадашње српске државе. Заробљеници су предати кану и дошло је до размене поклона. Бугари су ове поклоне (два роба, два сокола, два пса и 90 кожа) сматрали обавезнима, неком врстом данка. Због тога су овај поход прогласили својом победом.
Српски кнез Петар Гојниковић склапа 897. године мир са бугарским каном Симеоном.

## Симеон I
Самопроглашени бугарски цар Симеон I наноси велики пораз Византији код Бугарофигона 896. године. Византија је присиљена на сраман споразум. Бугарској је предала територију између Црног мора и Странџе. Обавезала се на плаћање годишњег данка, а Симеон је за узврат ослободио преко 120.000 заробљеника. Византија је редовно исплаћивала данак све до 912. године када на царски престо долази Александар. Његово одбијање да исплати годишњи данак доводи до обнове рата са Бугарском. Цариград је радио на окупљању ширег савеза са Србима и Мађарима против Бугара. Тим поводом у неком од Петрових дворова на обали у Неретљанској крајини срео се ромејски стратег Драча Лав Равдух да преговара 912. године. Петар је изгледа био спреман за такав чин, желео је да се ослободи доминантног бугарског утицаја у Србији за свагда. Али за овај састанак је дознао потиснути захумски кнез Михаило, који је одмах информисао цара Симеона, па чак и заробио једну млетачку лађу у којо је био дуждов наследник Петар Бадоари и послао њега и његову посаду Симеону као таоце у знак лојалности. Разлог овоме лежи у чињеници да су Млечани тада још увек били византијски поданици. Већ унапред разоткривени савез се распао пре него што је било каква заједничка акција извршена.
Након велике победе код Анхијала (917), Симеон је упутио део војске на Србију као одмазду, с циљем да збаци Петра и постави Мутимировог унука и Брановог сина Павла, који би био њему одан. И овај пут, без неке веће тешкоће, Петар је извојевао победу. Тражећи алтернативу, Симеон је под заклетвом позвао Петра на мировне преговоре како би, наводно, изгладили сукоб. Када је дошао, бугарски војници су ухватили и везали, као сужња га одвели у тамницу у Бугарској. Павлу није било много тешко да преузме власт у Србији, и то као обичан бугарски вазал, док се у Српском Поморју скроз учврстио некада потиснути Михаило Вишевић. Павле је вратио источни обред у цркве и од тада па надаље Србија ће бити у честим унутрашњим сукобима између присталица латинске и словенске службе. У бугарском заточеништву Петар је убрзо потом и умро од највероватније тешких услова.
Симеонова држава је до 921. године обухватала готово све византијске поседе на Балкану. Византијски неуспеси доведоше до смене на престолу. Нови цар Роман Лакапин 919. године постаде таст малолетног Константина VII Порфирогенита. Та смена увреди Симеона коме је Константин обећан његовог кћери. Нови рат био је неизбежан. У то време налазио се у Цариграду српски кнежевић Захарија, син Прибислава, првенца Мутимирова, који се пред Петром био склонио у Хрватску. Византијска дипломатија понуди Захарији, да с њиховом помоћу изведе преврат у Србији и сруши бугарског штићеника Павла. Грци су очевидно хтели да Бугаре запосле на тој страни и одврате од Цариграда. Захаријин покушај није успео. Сам Захарија би ухваћен и послат у Бугарску, где је чуван у оковима (920/21. год.). Али мало иза тога улоге се потпуно мењају. Сигурно потакнут грчким обећањима, а можда и изазван каквом суровошћу Бугара, сам Павле се дигао против Симеона. Али, као и други пре њега, немаде успеха. Симеон посла са својом војском против њега Захарију, за кога је држао да га је бављење у Бугарској научило памети. Павле би збачен, а Захарија дође на власт, 922. год. Али Захарија није био пријатељ Бугара. Њихов притисак определио га је брзо, да настави своје раније везе с Византијом. Као повод за нови став њему је добро дошао један устанак у самој Бугарској, који је избио 923. год. Да ли је он дао какве помоћи устаницима и да ли је имао уопште каквих веза с њима не зна се поуздано, али је сигурно да се сам определио против Симеона. Стога Симеон упути у Србију једну казнену експедицију, којој беху на челу Теодор Сигрица и Мармај, оне исте вође које су с Павлом Брановићем и раније долазиле тамо против Петра. Срби сузбише ту војску с великим бугарским губицима; у борби им падоше обе вође. Као доказ своје победе Захарија посла у Цариград њихове главе и оружје. Киван ради тог пораза, Симеон посла у Србију нову, знатно јачу војску, и уза њу, тобоже као новог кандидата за престо, Клонимирова сина Часлава. Захарија се препаде од те нове силе и, не смејући да је сачека у земљи, побеже у Хрватску.
Србија ипак није била потпуно поражена. Због тога се Симеон послужио лукавством сличним оном које је применио на Петру. Позвао је српске жупане да дођу на једно место и прихвате Часлава за новог владара. Ту вође бише одмах похватане, а обезглављен народ поста лак плен бугарског нападаја. Бугари уђоше у Србију, похваташе тамо велик део становништва "од малог до великог" и одведоше га у Бугарску. Један само део, западни свакако, успео је да се спасе у Хрватску. Ово заштићивање Срба и везе Хрвата с Византијом изазваше Симеона да крене војску и на Хрватску, али је у том потхвату био зле среће. Хрватски краљ Томислав с успехом је одбио бугарске нападе предузимане, истина, на тој даљини, с невеликим снагама. Србија је међутим постала обична бугарска покрајина. Након Симеонове смрти, Часлав се вратио Србију и, уз византијску подршку, почео да обнавља како државу, тако и врховну власт над српским кнежевинама.

## Самуилов поход
Самуилов српски поход је вођен 998. године или након 1008. године. Много је нејасноћа око овог војног похода. 
Прва је да ли је био усмерен директно против Срба или против византијских посједа у теми Далмације. Друго је да ли је у то време била инспирисана хрватском свађом. И треће је да ли је уопште било непријатељстава у Босни и Рашкој, након чега су та подручја припојена Бугарској. Вјероватно се у ово вријеме штовање богомилство ширило у Босни.
Године 997. Самуил је прихватио царску титулу након што су у Бугарску стигле вести да је у Цариграду умро последњи бугарски цар крумове династије Роман Бугарски. Први задатак Самуила је био да осигура страго, због чега је повео војни поход против Срба у Далмацији, а затим се вратио преко Босне и Рашке у Бугарску.
Марш је вероватно предузео да спречи могући савез Византије са Србима. Прва опсада је Улцињ, која није успела. Бугари су освојили Котор, Рисан и напредовали према Дубровнику, али Самуилов покушај контроле града није успео. Самуил је напустио Дубровник и кренуо према Задру. 
Опсада Задра је такође била неуспјешна, па је Самуил кренуо према сјеверу да освоји Босну и Рашку. 

## Сукоби у 12. веку
Немањина ненадана абдикација 1196. године и потискивање најстаријег сина са великожупанског престола нису могли проћи без кризе у земљи. Вукан је као велики кнез задржао Зету, Требиње, Топлицу и Хвосно. Немањина жеља је била да другорођени син Стефан касније прозван Првовенчани добије титулу великог жупана и право на власт над земљом што је код Вукана изазвало осећај увређености.
У савезу са Вуканом продрли су Мађари 1202. године у Србију и покорили је. Вукан је постао велики жупан, добио је рашке земље и нишку област, а Емерик узе за се титулу српског краља и област источно од Мораве. Вукан је тако постао угарски вазал као и босански бан Кулин. Стефан је сам причао како је том приликом Србија била опустошена, а он се нашао ван отаџбине. Склонио се у Бугарску код пријатеља свога оца. Између Бугара и Мађара дође 1203. године до сукоба ради граница у источној Србији. Калојан, бугарски владар, однесе победу; Мађари морадоше да се повуку из Браничева, а Вукан из нишког краја. Стеван се, после те бугарске победе, вратио у Србију, на свој престо, а Вукан се повукао у Зету.
Године 1285. Стефан Драгутин на наговор Мађара напада бугарске команданте Браничева. Овај поход завршен је неуспехом. Дарман и Куделин, великаши из Браничева нападају потом Драгутина који тражи помоћ од свога брата, краља Милутина. Милутин и Драгутин нанеше пораз Бугарима који заувек губе Браничево и Београд.

## Српско-бугарски рат (1330)
Последњи рат Срба и Бугара вођен је 1330. године. Изазван је грађанским ратом двојице Андроника који је потресао Византијско царство. Бугари стадоше на страну млађег Андроника. Срби на челу са Стефаном Дечанским стају на страну старијег Андроника. Битке су вођене на просторима Македоније. Андроник III осваја Солун и у мају 1328. године улази у Цариград где приморава свог деду на абдикацију. Стари цар је одведен у манастир где је умро 13. фебруара 1332. године. Одмах по ступању на престо, Андроник III и Михајло Шишман склапају савез против Србије.
Србију је прво напао цар Андроник III почетком јула 1330. године. Међутим, византијске операције су биле концентрисане на област око саме границе, без дубљих продора, тако да је Андроник највероватније очекивао исход бугарских акција. План је у суштини био веома једноставан: Србију је требало напасти са обеју страна и тако прикљештену је лакше савладати. Међутим од самог почетка византијски цар овај план није поштовао, па је своју војску зауставио у Пелагонији и чекао. Бугари су кренули на јужне делове Србије, према Струми и Брегалници, свакако са намером да се са те стране повежу са Византинцима и заједнички наставе нападе. Стефан Дечански је одлучио да предухитри њихово спајање и нападне прво Бугаре, због чега је груписао своје снаге на Добричком пољу, код ушћа Топлице у Јужну Мораву, очекујући бугарски напад са севера. Са друге стране, Бугари су видели да Стефанова војска није бројчано јача од њихове, али нису знали да се очекују појачања, због чега су потценили њену снагу и били сигурни у победу. У зору 28. јула, пристигла су и последња одељења српске војске којима је краљ дао мали одмор, да би око 7 сати изјутра код Велбужда (данашњег Ћустендила), напао Бугаре свом снагом.
Бугари, који се уопште нису надали српском нападу, нису издржали ни први налет српске војске, већ су одмах распали и отпочели неорганизовано повлачење, што је српска војска искористила и у потпуности их разбила. У борби су се нарочито истакли одреди под вођство младог краља Душана. Страдао је и бугарски цар Михајло Шишман. Српска победа била је потпуна. Стефан Дечански је на бугарском престолу поставио свога рођака Јована Александара. Нови бугарски цар није желео рат са Србијом, због чега је отпочео преговоре са новим српским краљем, који су резултовали Душановом женидбом Александровом сестром Јеленом, на Ускрс 1332. године.

### Викизворник
- Константин Порфирогенит, „De administrando Imperio“ („О управљању Царством“) (глава 32)